# Haus Blegge

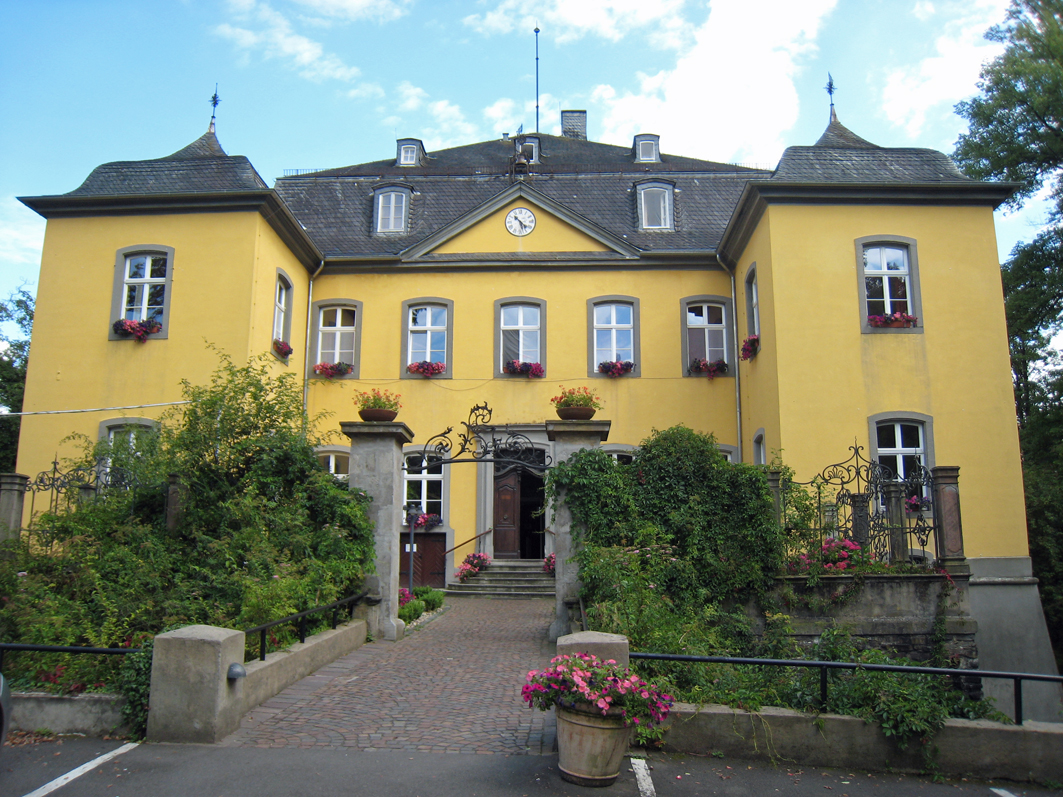
Haus Blegge

Haus Blegge oder Haus Blech ist ein alter Rittersitz und Ortsteil im Stadtteil Paffrath von Bergisch Gladbach. Es wurde als Wasserschloss angelegt. Seit 2016 beherbergt es im historischen Gebäude sowie in einem Neubau im Park das Altenheim und Wohnhaus St. Raphael der Caritas-Betriebsführungs- und Trägergesellschaft, die das Anwesen von den Missionsschwestern vom Heiligsten Herzen Jesu von Hiltrup gemietet hat.
Die in der Nähe gelegene Schmidt-Blegge-Straße erinnert an das Anwesen und dessen früheren Bewohner Ernst Schmidt.

## Geschichte

### Die Vorgängerburg
Die älteste auf die Existenz von Paffrath hinweisende Urkunde stammt aus dem Jahr 1160. Aus ihr ergibt sich, dass in Paffrath eine geistliche Grundherrschaft des Domkapitels mit einer inkorporierten Kirche bestand. Dicht bei der Kirche stand zu dieser Zeit eine Burg zum Schutz der Bevölkerung, die mit der Kirche eine Besitzeinheit bildete. Diese Burg zerfiel schon früh und verlor ihre Eigenschaft als Rittersitz an das später errichtete etwas abseits liegende Haus Blech, das bereits 1183 und 1262 urkundlich Erwähnung findet. Montanus erwähnt für das Jahr 1183 einen Ritter Sigwin von Blech, für das Jahr 1260 Sybodo von Blech und für die Zeit 1273–1280 dessen Sohn Engelbert von Blech als Ritter von Burg Blech.
Im 15. Jahrhundert scheinen die Herren von Blech ausgestorben zu sein. Das Gut ging dann an die Herren von Menzlingen über. Pfarrer Voeghe nennt 1454 in seinem Roten Meßbuch Ulrich von Menzlingen, der Kellner und Hofesamtmann in Paffrath war und auf Haus Blech wohnte. Konrad von Menzlingen verkaufte den Besitz am 9. Juni 1463 an den Pfalzgrafen Stefan bei Rhein, der denselben als kölnischer Dompropst an das Domstift verschenkte, das ihn im Jahr 1540 an Wilhelm von der Reven in Erbpacht gab.
Bis ins 17. Jahrhundert blieben die Herren von der Reven Besitzer von Haus Blech. Der Dreißigjährige Krieg überrollte das Land. Auch das Haus Blegge blieb nicht verschont. Im Jahr 1643 wird berichtet: „Die Bewohner Paffraths flohen in die Wälder. Gegen Ende Juni, kurz vor der Ernte, stand sogar das adelige Haus Blech leer und verlassen da.“ Um 1670 zeichnete sich ein Streit um das Erbe von Blech ab. Da keine direkten männlichen Nachkommen der Familie von der Reven mehr auf Blech wohnten, sollte das Eigentumsrecht an die nächsten Blutsverwandten gehen. Die Hälfte der Erbschaft kam zunächst an die Familie von Kalkum-Lohausen. Der Streit wurde aber bis 1695 fortgesetzt mit dem Ergebnis, dass die Freifrau von Lohausen sechs Siebtel des Erbes an Blech erhielt. Das letzte Siebtel sowie 200 kölnische Taler gingen an die Herren von Reven, die aber nicht mehr auf Blech wohnten. Später kam das Gut an die von Bottlenberg genannt Kessel.

### Das heutige Haus Blegge
Mit Kaufbrief vom 15. März 1752 erwarb der Gladbacher Kalkfabrikant Johann Jakob Bützler (1707–1767) den Rittersitz, dessen Wohngebäude er wenige Jahre später in seiner heutigen barocken Form errichten ließ. Dabei behielt er den umgebenden Wassergraben der vorherigen Burg bei. Als Architekt wählte er Johann Georg Leydel. Gutserbin wurde noch zu Lebzeiten von Johann Jakob Bützler seine Tochter Anna Margarethe. Diese heiratete 1764 den aus Flandern stammenden Johann Baptist de Caluwé. Aus dieser Ehe ging 1774 der Erbe des Gutes Johann Franz Wilhelm de Caluwé, genannt Johann Wilhelm, hervor. Er verliebte sich in die Magd des Hauses Anna Maria Schmalzgrüber. Der Vater von Johann Wilhelm widersetzte sich einer Verbindung zwischen den beiden, weil Anna Maria nach seiner Meinung nicht standesgemäß sei. Gleichwohl heirateten beide am 12. Mai 1800 und zogen gemeinsam in Haus Blech ein. Der Ehe entstammten zwölf Kinder, unter ihnen auch Anna Gertrud Jacobine Hubertine, genannt Gertrude. Sie heiratete am 22. Dezember 1835 Vinzenz Jakob von Zuccalmaglio und wohnte seitdem mit ihm zusammen bis zum Jahr 1848 auf Haus Blech.
Nach dem Tod von Johann Franz Wilhelm de Caluwé am 5. Oktober 1853 wollte niemand der Erben das große Besitztum übernehmen. Es folgten nacheinander Verkäufe an folgende neue Eigentümer: zunächst Karl Wilhelm Hermann Wever, 1863 Friedrich Adolf Schmidt. Seit 1885 bewohnte dessen Sohn, der Stadtverordnete Ernst Schmidt (1839–1911), das Anwesen. Er lebte nach der Eheschließung mit Auguste Leverkus, Tochter des Geheimrats Carl Leverkus, bis zu seinem Tod im Haus Blegge, das sich zu dieser Zeit zu einem Zentrum des gesellschaftlichen Leben in Bergisch Gladbach entwickelte. Dessen Erben verkauften 1936 an den (nicht verwandten) Kaufmann Wilhelm Schmidt. Seit 1951 sind die Missionsschwestern vom Heiligsten Herzen Jesu von Hiltrup Eigentümer von Haus Blech, das Anfang des 20. Jahrhunderts den Namen Haus Blegge trägt. Diese Umbenennung ist dem Umstand geschuldet, dass die Bezeichnung Blech für eine Wasserburg nicht bedeutend genug klingt und der Ritter Sibodo von Blech in den Urkunden als Bleghe erscheint.

### Geschichte des Wohnplatzes
Die Topographia Ducatus Montani des Erich Philipp Ploennies, Blatt Amt Porz, belegt, dass der Wohnplatz 1715 als Adelich Haus kategorisiert und mit Blech bezeichnet wurde. Carl Friedrich von Wiebeking benennt das Haus auf seiner Charte des Herzogthums Berg 1789 als Haus Blech. Aus ihr geht hervor, dass Blegge zu dieser Zeit Teil der Honschaft Paffrath war.
Unter der französischen Verwaltung zwischen 1806 und 1813 wurde das Amt Porz aufgelöst und Blegge wurde politisch der Mairie Gladbach im Kanton Bensberg zugeordnet. 1816 wandelten die Preußen die Mairie zur Bürgermeisterei Gladbach im Kreis Mülheim am Rhein. Mit der Rheinischen Städteordnung wurde Gladbach 1856 Stadt, die dann 1863 den Zusatz Bergisch bekam.
Der Ort ist auf der Topographischen Aufnahme der Rheinlande von 1824 als Haus Blech und auf der Preußischen Uraufnahme von 1840 als Haus Blech verzeichnet. Ab der Preußischen Neuaufnahme von 1892 ist er auf Messtischblättern regelmäßig als Haus Blegge oder ohne Namen verzeichnet.
Aufgrund des Köln-Gesetzes wurde die Stadt Bensberg mit Wirkung zum 1. Januar 1975 mit Bergisch Gladbach zur Stadt Bergisch Gladbach zusammengeschlossen. Dabei wurde auch Blegge Teil von Bergisch Gladbach.
| Jahr | Einwohner | Wohn- gebäude | Kategorie  | Bemerkung       |
| ---- | --------- | ------------- | ---------- | --------------- |
| 1822 | 17        |               | Rittersitz | Haus Blech gen. |
| 1830 | 17        |               | Rittersitz | Haus Blech gen. |
| 1845 | 23        | 2             | Rittersitz | Haus Blech gen. |
| 1871 | 7         | 1             | Gut        | Blech gen.      |
| 1885 | 17        | 2             | Wohnplatz  |                 |
| 1895 | 8         | 2             | Wohnplatz  |                 |

## Baubeschreibung
Der Herrensitz mit einem Herrenhaus ist wasserumwehrt. Eine eingeschossige Remise mit rundbogiger Toreinfahrt ist vorgelagert. Das Herrenhaus erhebt sich über einem hohen Sockel auf einem quadratischen Grundriss. Der Putzbau von zwei Geschossen ist mit einem Mansardwalmdach gedeckt. Die beiden seitlich vorspringenden Türme, mit gleicher Höhe wie das Dach, sind mit geschweiften Hauben bekrönt. Das Portal in der Mittelachse ist über eine Freitreppe begehbar. Auf den 1755 mit schmiedeeisernem Gitter eingefassten Vorplatz führt eine gemauerte Brücke.

## Denkmal
Haus Blegge ist als Denkmal unter Nr. 72 in die Liste der Baudenkmäler in Bergisch Gladbach eingetragen.

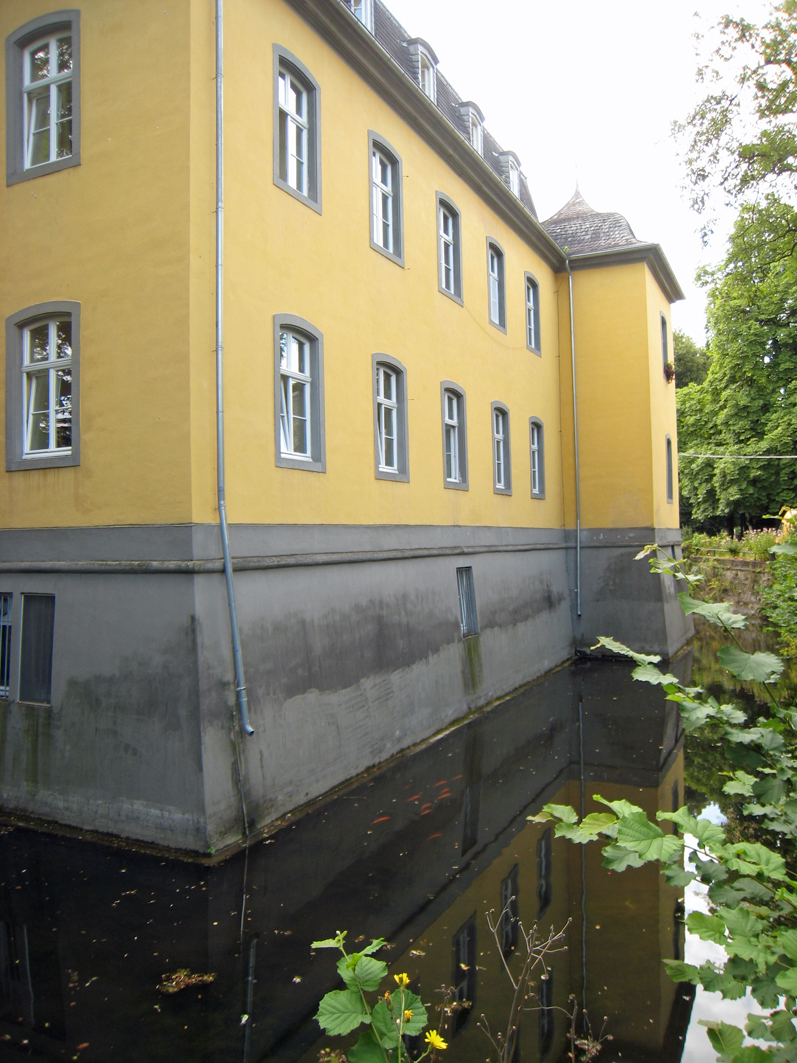
Seitenansicht mit Wassergraben
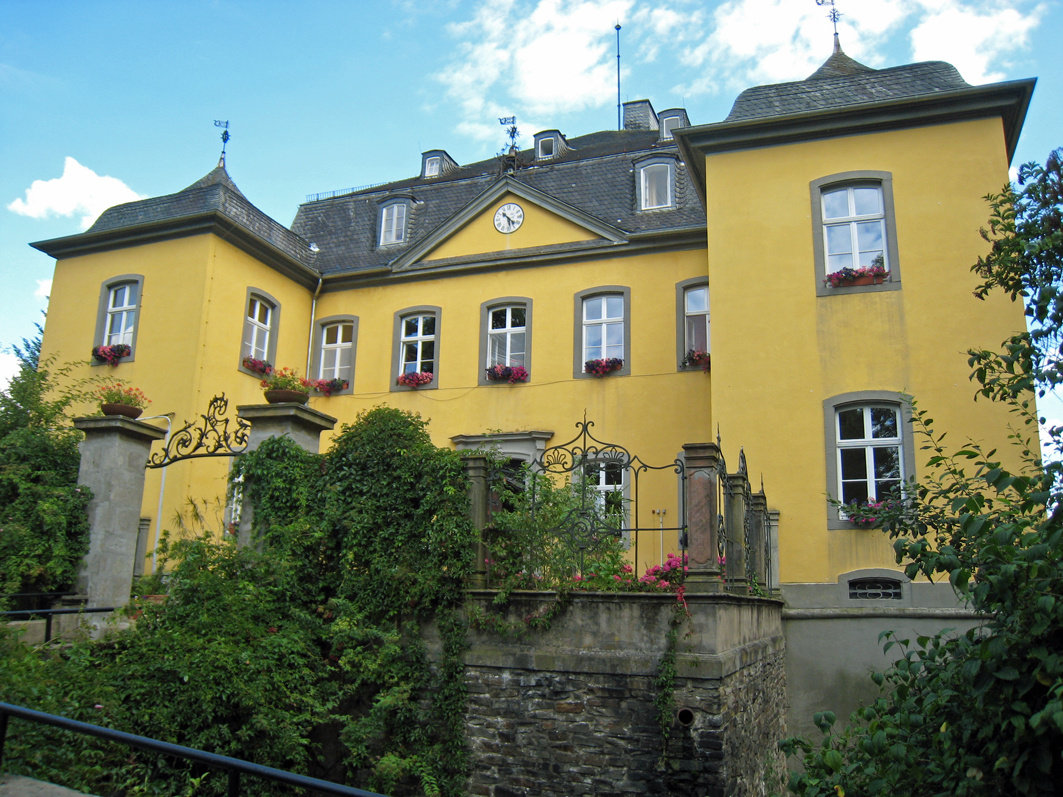
Von rechts seitliche Ansicht
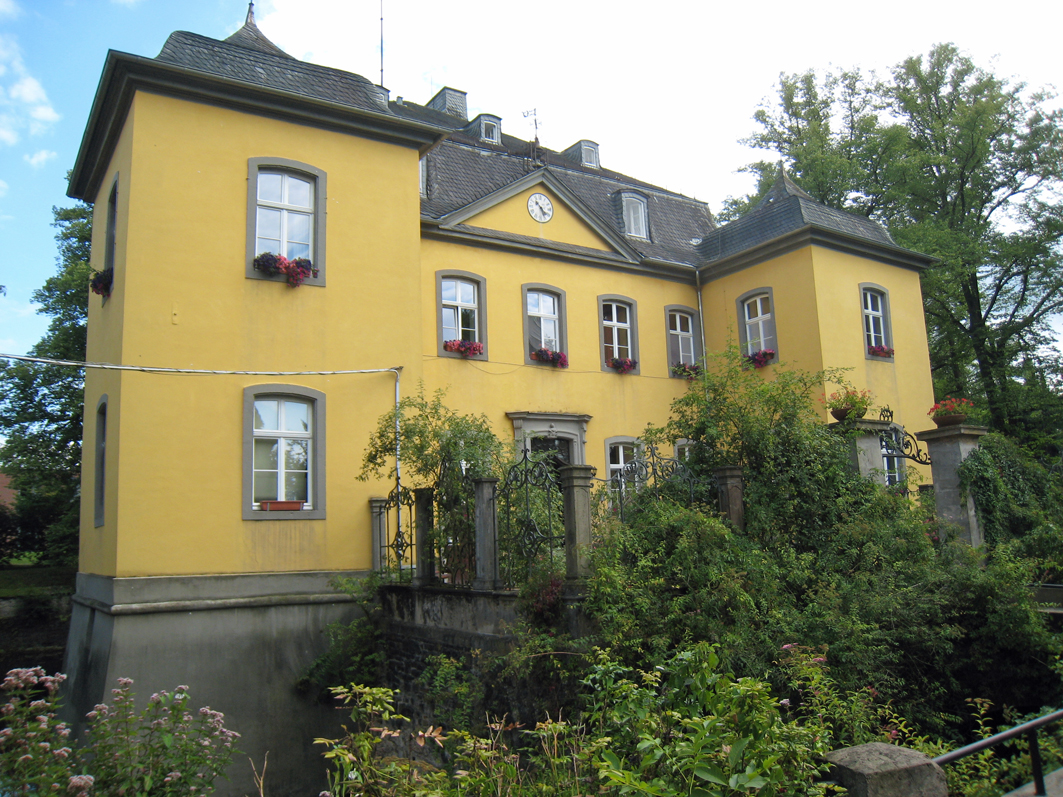
Seitliche Ansicht von links
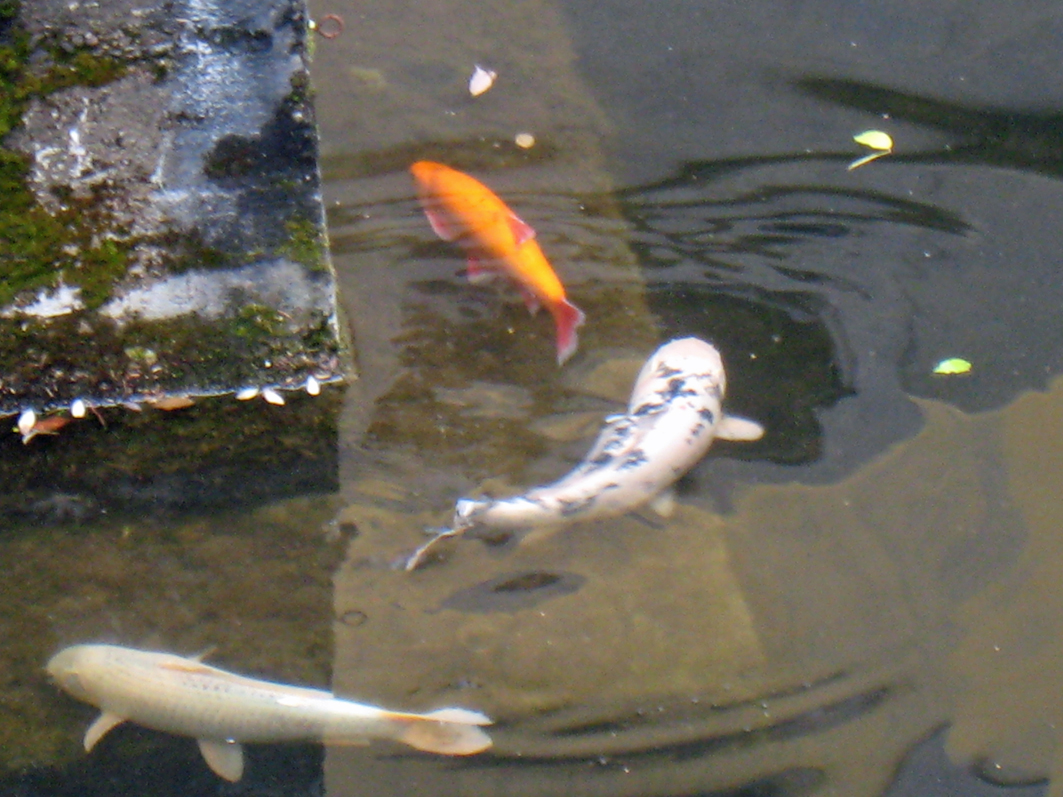
Teil des Wassergrabens
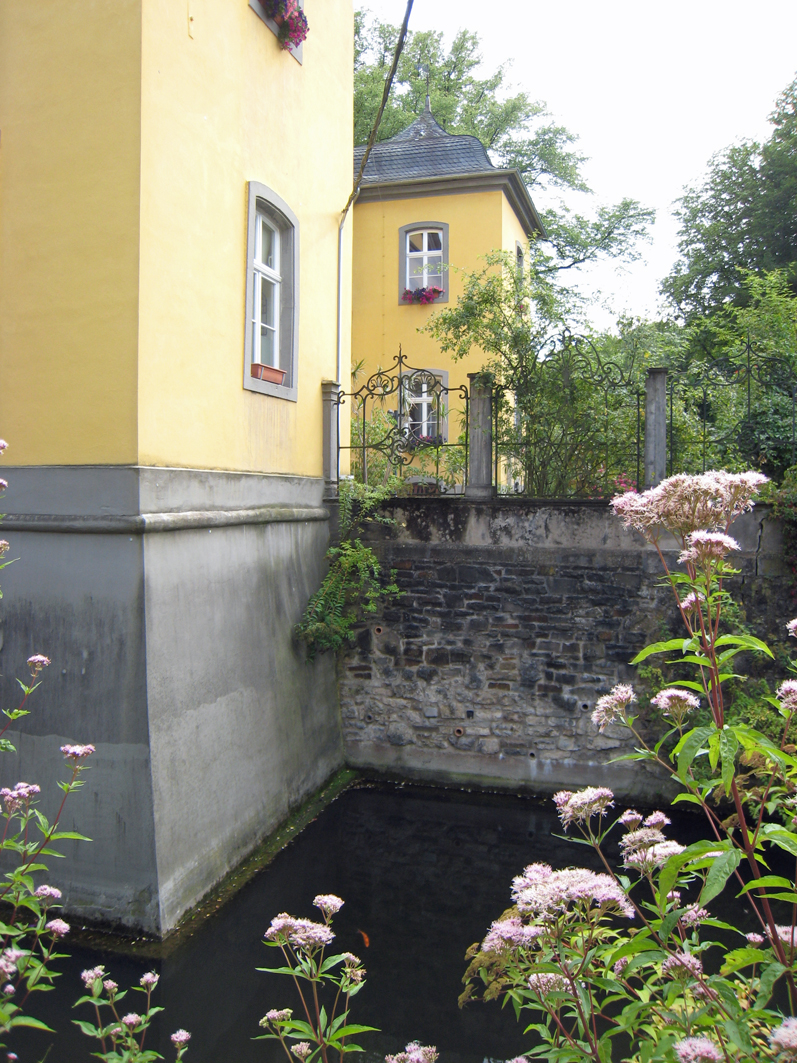
Der Aufgang